# HD155325
HD155325 — хімічно пекулярна зоря спектрального класу A4, що має видиму зоряну величину в смузі V приблизно  8,8.
Вона  розташована на відстані близько 1083,6 світлових років від Сонця.